# Georg Friedrich Rogall
Georg Friedrich Rogall (né le 14 avril 1701 à Königsberg et mort le 6 avril 1733 dans la même ville) est un théologien protestant prussien. Il est considéré comme un pionnier du piétisme en Prusse-Orientale.

## Biographie
Rogall grandit à Königsberg. Il étudie la théologie protestante à l'Université de Königsberg jusqu'en 1722 et à l'Université brandebourgeoise de Francfort en 1722/23. En 1723, il s'installe à l'Université Frédéric d'Halle, où il suit, entre autres, des cours de philosophie, de sciences naturelles et de mathématiques par Christian Wolff. À Halle, Rogall entre en contact avec August Hermann Francke, qui l'impressionne profondément et dont il devient l'ami et le compagnon de table. Grâce à Francke, il s'enflamme à nouveau pour la religion et se concentre à nouveau sur la théologie. Il travaille également comme catéchiste à l'orphelinat Francke. Après avoir obtenu sa maîtrise en 1723, Rogall retourne à Königsberg en 1724.
En 1725, Rogall obtient son doctorat en théologie et, contre la résistance du doyen de la faculté de théologie, Johann Jakob Quandt (de), devient professeur ordinaire de philosophie et professeur associé de théologie à l'Université de Königsberg sur ordre du roi Frédéric-Guillaume Ier. En 1727, Rogall devient inspecteur et prédicateur au Collegium Fridericianum piétiste ; En 1729, il en prend la direction et en 1731 il en devient officiellement directeur. À l'époque où Rogall est directeur, Emmanuel Kant est accepté comme étudiant.
En 1729, Rogall devient conseiller consistorial, en 1731 professeur ordinaire de théologie, en 1731 curé de la cathédrale de Königsberg et inspecteur de l'école de la cathédrale. À l'âge de 33 ans, il décède l'année suivante à Königsberg « d'épuisement ».

## Travaux
Rogall, en association avec les professeurs Abraham Wolf et Johann David Kypke (de), introduit avec insistance le piétisme hallois (de) en Prusse-Orientale, pour lequel l'étudiant de Spener, Heinrich Lysius (de), y a déjà préparé le terrain. Les piétistes rencontrent une farouche opposition de la part des luthériens orthodoxes tels que le surintendant général Johann Jakob Quandt (de). Rogall réussit à convaincre Franz Albert Schultz (de), qui fait également ses études à Halle et est un partisan tout aussi controversé du piétisme, à Königsberg. Il poursuit le travail de Rogall en Prusse-Orientale après sa mort, notamment en tant que successeur à la direction du Collège Fridericianum.
Rogall est l'éditeur du recueil de cantiques Kern alter und neuer Lieder (Königsberg 1731), qui est longtemps utilisé en Prusse-Orientale. Chaque chant de ce cantique comporte un « dicton central » destiné à exprimer le contenu sous une forme abrégée.